# 蘭辛鎮區 (明尼蘇達州毛爾縣)
蘭辛鎮區（英語：Lansing Township）是位於美國明尼蘇達州毛爾縣的一個行政鎮區。

## 歷史
蘭辛鎮區於1858年設立，得名自密歇根州州首府蘭辛。

## 地方資料
蘭辛鎮區的面積為81.25平方千米，當中陸地面積為81.02平方千米，而水域面積為0.22平方千米。根據2020年美國人口普查的數據，當地共有人口906人，而人口密度為每平方千米11.15人。